# Giōrgos Mparkoglou
Giōrgos Mparkoglou (in greco Γιώργος Μπάρκογλου?; Atene, 8 luglio 1978) è un ex calciatore greco, di ruolo centrocampista.

## Carriera

### Club
Dopo aver giocato in varie squadre di club, nel 2009 si trasferisce al Levadiakos, passando al Kerkyra dopo un paio di anni.
Nella stagione 2009-2010, nonostante la sua squadra retroceda realizza 11 reti arrivando secondo nella classifica marcatori, alle spalle di Cissé del Panathinaikos.